# Nguyễn Thị Huyền (athlétisme)
Pour les articles homonymes, voir Nguyễn Thị Huyền.
Nguyễn Thị Huyền (née le 19 mai 1993) est une athlète vietnamienne, spécialiste du 400 m haies.

## Carrière
Elle participe aux Jeux asiatiques de 2014, où elle termine 7e du 400 m et 5e du relais.
Elle établit à Singapour en 2015 son meilleur temps sur 400 m en 52 s 00, avant de se consacrer davantage au 400 m haies en 2016-2017.
Comme en 2015, la Vietnamienne réalise un triplé lors des Jeux d'Asie du Sud-Est 2017 à Kuala Lumpur en s'imposant sur 400 m, 400 m haies et le relais 4 x 400 m. Sur les haies, elle porte le record national à 56 s 06.

## Palmarès
| Date | Compétition                  | Lieu         | Résultat | Épreuve     | Temps         |
| ---- | ---------------------------- | ------------ | -------- | ----------- | ------------- |
| 2011 | Jeux d'Asie du Sud-Est       | Palembang    | 3e       | 4 x 400 m   | 3 min 45 s 03 |
| 2012 | Championnats d'Asie juniors  | Colombo      | 1re      | 400 m haies | 59 s 92       |
| 2014 | Jeux asiatiques              | Incheon      | 7e       | 400 m       | 53 s 79       |
| 2014 | Jeux asiatiques              | Incheon      | 5e       | 4 x 400 m   | 3 min 33 s 20 |
| 2015 | Jeux d'Asie du Sud-Est       | Singapour    | 1re      | 400 m       | 52 s 00       |
| 2015 | Jeux d'Asie du Sud-Est       | Singapour    | 1re      | 400 m haies | 56 s 15       |
| 2015 | Jeux d'Asie du Sud-Est       | Singapour    | 1re      | 4 x 400 m   | 3 min 31 s 46 |
| 2017 | Championnats d'Asie          | Bhubaneswar  | 1re      | 400 m haies | 56 s 14       |
| 2017 | Championnats d'Asie          | Bhubaneswar  | 1re      | 4 x 400 m   | 3 min 33 s 22 |
| 2017 | Jeux d'Asie du Sud-Est       | Kuala Lumpur | 1re      | 400 m       | 52 s 48       |
| 2017 | Jeux d'Asie du Sud-Est       | Kuala Lumpur | 1re      | 400 m haies | 56 s 06       |
| 2017 | Jeux d'Asie du Sud-Est       | Kuala Lumpur | 1re      | 4 x 400 m   | 3 min 33 s 40 |
| 2017 | Jeux asiatiques en salle     | Achgabat     | 2e       | 400 m       | 54 s 41       |
| 2023 | Championnats d'Asie en salle | Astana       | 2e       | 400 m       | 54 s 68       |

## Records
| Épreuve     | Épreuve   | Performance  | Lieu         | Date         |
| ----------- | --------- | ------------ | ------------ | ------------ |
| 400 m       | Plein air | 52 s 00      | Singapour    | 12 juin 2015 |
| 400 m haies | Plein air | 56 s 06 (NR) | Kuala Lumpur | 22 août 2017 |